# Districte municipal de Šilutė
El Districte municipal de Šilutė (en lituà: Šilutės rajono savivaldybė) és un dels 60 municipis de Lituània, situat dins del comtat de Klaipėda. La seva capital és la ciutat de Šilutė. És conegut per les inundacions de primavera, quan el gel al riu Neman inicia el desglaç Aquest és l'únic districte municipal de Lituània, que s'inunda de manera regular.

## Escut
L'escut d'armes va ser dissenyat el 1968. Representa un veler blanc. A la part superior hi ha una tradicional penell (en lituà: vėtrungė) utilitzada pels pescadors locals. A la part inferior hi ha un corn, un antic símbol dels serveis postals. Aquests símbols fan al·lusió a la llacuna de Curlandia, amb tradicional negoci de pesca i a la ciutat de Šilutė amb l'antic port de mar. Durant un llarg temps va ser Šilutė una ruta postal important.

## Seniūnijos
- Gardamo seniūnija (Gardamas)
- Juknaičių seniūnija (Juknaičiai)
- Katyčių seniūnija (Katyčiai)
- Kintų seniūnija (Kintai)
- Rusnės seniūnija (Rusnė)
- Saugų seniūnija (Saugos)
- Šilutės seniūnija (Šilutė)
- Švėkšnos seniūnija (Švėkšna)
- Usėnų seniūnija (Usėnai)
- Vainuto seniūnija (Vainutas)

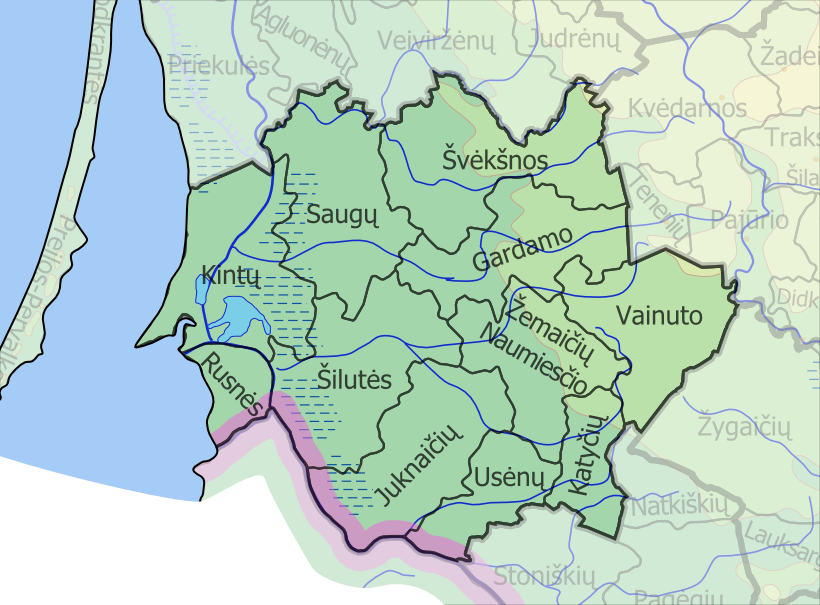
Mapa dels Seniūnijos

- Žemaičių Naumiesčio seniūnija (Žemaičių Naumiestis)